# Giuseppe Della Cioppa
Giuseppe Della Cioppa (* 3. Februar 1886 in Bellona; † 18. Oktober 1958) war ein italienischer Geistlicher.
Della Cioppa wurde am 18. Dezember 1909 von Angelo Della Cioppa, Erzbischof von Lanciano, zum Priester geweiht. Papst Pius XII. ernannte ihn am 17. Juli 1943 zum Titularbischof von Tiberias und Prälaten von Altamura-Gravina-Acquaviva delle Fonti. Salvatore Baccarini CR, Erzbischof von Capua spendete ihm am 19. März 1944 die Bischofsweihe. Mitkonsekrator war Nicola Maria di Girolamo, Bischof von Caiazzo. Am 2. Dezember 1947 ernannte der Papst ihn zum Bischof von Alife. Am 1. April 1953 nahm der Papst seinen Rücktritt als Bischof an und ernannte ihn zum Titularbischof von Caesarea in Numidia.